# 페르비 카날
페르비 카날(러시아어: Первый Канал)은 러시아의 국영 텔레비전 채널이다.
1991년 소비에트 연방이 해체되기 이전에는 소련의 소비에트 연방 중앙 텔레비전의 제1 채널(Первая программа ЦТ СССР)이었고 소련 전 지역에 방송되었다. 소련 붕괴 이후 오스탄키노 1채널로 이름을 바꾸었다. 현재 러시아 정부가 51%, 내셔널 미디어 그룹이 25%, 로만 아브라모비치가 24%의 지분을 각각 갖고 있으며, 본부는 모스크바에 있는 오스탄키노 탑 인근에 위치한 오스탄키노 기술 센터이다.

러시아 전 지역과 옛 소련의 공화국 전 지역에 방송되며, 2011년 6월 1일 방송화면 비율을 16:9로 바꾸었다.

## 역사
1991년 소비에트 연방의 붕괴 이후 소련의 국가 시설 대부분은 러시아에게 넘겨졌다. 기존 관료 체제를 개혁과는 과정에서 러시아 대통령 보리스 옐친은 방송 체계를 개혁할 것을 지시했고, 이에 따라 소련의 방송을 담당하던 정부기관인 '소련 텔레비전 및 라디오 방송위원회'는 방송을 담당하는 국영회사인 '러시아 국영 텔레라디오회사'로 전환되었다.
1994년 11월 30일, 러시아의 경제 사정이 악화되자 오스탄키노 1채널은 대통령령으로 러시아 공영 텔레비전으로 이름을 바꾸고 유한주식회사가 되었다. 은행을 비롯한 민간 투자자가 49%, 러시아 정부가 51%의 지분을 가지는 것으로 조정되면서 부분적인 민영화가 이루어졌다.
1998년 러시아에 재정 위기가 닥쳤을 때, 러시아 정부는 채널을 유지시키기 위해 국영은행인 브네쉬콤반크에서 1억 달러를 대출, 방송예산을 지원했다.
1995년 4월 1일부터 2002년 후반기까지, 1채널은 공영 러시아 텔레비전(Общественное Российское Телевидение, ORT)이란 이름으로 유지되었다. 방송은 소련 시절 방송되던 프로그램과 새로운 프로그램을 함께 방영했다.

## 방송 프로그램
- 브레먀(Время, 시간) : 메인 뉴스 프로그램. 월~토 오후 9시에 방송된다.
- 노보스티(Новости) : 기타 뉴스 프로그램.
- 도브로에 우트로(Доброе утро, Good Morning) : 아침 정보 프로그램
- 즈도로베(Здоровье, 건강) : 주말 의학 프로그램. 1960년~1991년까지 소련 중앙 텔레비전 채널 1에서 방송되었다가, 1997년에 부활하였다.
- 체로베크 이 자콘(Человек и закон, 인간과 법) ; 1970년부터 방송된 사회 및 정치 프로그램.
- 포슬레드니 게로(Последний герой, 최후의 영웅) : 리얼리티 서바이벌 프로그램. 서바이버의 러시아판.
- 고르돈 키호트(Гордон Кихот) : 알렉산드르 고르돈(ru:Александр Гордон)이 진행하는 토크 쇼.
- 프로젝토르파리실톤(Прожекторперисхилтон) : 시사 풍자 쇼.
- 파브리카 즈뵤즈드(Фабрика звёзд, Star Factory) : 스타 아카데미(en:Star Academy)의 러시아판.
- 골로스(Голос) : 더 보이스의 러시아판.
- 다바 포제님샤(Давай поженимся, 결혼합시다)

## 같이 보기
- 소련중앙텔레비전 - 전신